# Démographie du Liechtenstein
La population du Liechtenstein est de 36 475 habitants avec une densité de 228 habitants/km² (2011).

## Évolution de la population

### De 1960 à 2015
| Année | Population (au 1er janvier) | Naissances | Taux de natalité (‰) | Taux de fécondité (enfants par femme) | Décès | Taux de mortalité (‰) | Taux de variation naturelle (‰) | Solde migratoire | Croissance démographique (‰) |
| ----- | --------------------------- | ---------- | -------------------- | ------------------------------------- | ----- | --------------------- | ------------------------------- | ---------------- | ---------------------------- |
| 1960  | 16 274                      | 380        | 23,1                 |                                       | 123   | 7,5                   | 15,6                            | 97               | 21,5                         |
| 1965  | 19 085                      | 395        | 20,6                 |                                       | 156   | 8,1                   | 12,5                            | - 20             | 11,4                         |
| 1970  | 20 930                      | 422        | 20,0                 |                                       | 163   | 7,7                   | 12,3                            | 161              | 19,9                         |
| 1975  | 23 745                      | 306        | 12,8                 |                                       | 179   | 7,5                   | 5,3                             | 75               | 8,5                          |
| 1980  | 25 808                      | 393        | 15,4                 |                                       | 175   | 6,9                   | 8,5                             | - 811            | - 23,2                       |
| 1985  | 26 680                      | 373        | 13,9                 |                                       | 171   | 6,4                   | 7,5                             | 194              | 14,7                         |
| 1990  | 28 452                      | 379        | 13,2                 |                                       | 195   | 6,8                   | 6,4                             | 396              | 20,2                         |
| 1995  | 30 629                      | 425        | 13,8                 |                                       | 225   | 7,3                   | 6,5                             | 94               | 9,6                          |
| 2000  | 32 426                      | 420        | 12,9                 | 1,57                                  | 239   | 7,3                   | 5,5                             | 256              | 13,4                         |
| 2005  | 34 600                      | 381        | 11,0                 | 1,49                                  | 215   | 6,2                   | 4,8                             | 139              | 8,8                          |
| 2010  | 35 894                      | 329        | 9,1                  | 1,40                                  | 238   | 6,6                   | 2,5                             | 164              | 7,1                          |
| 2015  | 37 366                      | 325        | 8,7                  | 1,40                                  | 252   | 6,7                   | 1,9                             | 183              | 6,8                          |

## Évolution de la composition ethnique
| Nationalité       | 2015   | 2016   | 2017   | 2018   | 2019   |
| ----------------- | ------ | ------ | ------ | ------ | ------ |
| Population totale | 37 366 | 37 622 | 37 810 | 38 114 | 38 378 |
| Liechtenstein     | 24 787 | 24 847 | 25 015 | 25 173 | 25 321 |
| Total étrangers   | 12 579 | 12 775 | 12 795 | 12 941 | 13 057 |
| Suisse            | 3 592  | 3 599  | 3 612  | 3 645  | 3 669  |
| Autriche          | 2 179  | 2 199  | 2 203  | 2 223  | 2 256  |
| Allemagne         | 1 474  | 1 539  | 1 572  | 1 635  | 1 657  |
| Italie            | 1 175  | 1 188  | 1 190  | 1 184  | 1 189  |
| Portugal          | 700    | 715    | 713    | 707    | 704    |
| Turquie           | 706    | 696    | 636    | 596    | 555    |
| Kosovo            | 399    | 410    | 410    | 418    | 425    |
| Espagne           | 360    | 369    | 376    | 378    | 372    |

| Pays de naissance      | 2015   | 2016   | 2017   | 2018   | 2019   |
| ---------------------- | ------ | ------ | ------ | ------ | ------ |
| Population totale      | 37 366 | 37 622 | 37 810 | 38 114 | 38 378 |
| Liechtenstein          | 13 480 | 13 308 | 13 110 | 12 953 | 12 761 |
| Total nés à l'étranger | 23 799 | 24 241 | 24 634 | 25 098 | 25 561 |
| Suisse                 | 12 882 | 13 133 | 13 460 | 13 781 | 14 128 |
| Autriche               | 3 829  | 3 870  | 3 885  | 3 897  | 3 931  |
| Allemagne              | 1 787  | 1 838  | 1 848  | 1 887  | 1 887  |
| Italie                 | 860    | 868    | 864    | 859    | 851    |
| Turquie                | 608    | 606    | 595    | 588    | 575    |
| Portugal               | 424    | 432    | 427    | 424    | 420    |

| Pays d'origine     | 2015 | 2016 | 2017 | 2018 |
| ------------------ | ---- | ---- | ---- | ---- |
| Turquie            | 11   | 50   | 35   | 33   |
| Suisse             | 25   | 22   | 24   | 24   |
| Kosovo             | 12   | 16   | 19   | 16   |
| Autriche           | 22   | 32   | 16   | 13   |
| Bosnie-Herzégovine | 4    | 2    | 8    | 13   |
| Total              | 110  | 167  | 147  | 139  |